# 애수의 남행열차
"애수의 남행열차"는 한국에서 제작된 강중환 감독의 1963년 영화이다. 태현실 등이 주연으로 출연하였고 이성근 등이 제작에 참여하였다.

## 출연

### 주연
- 태현실
- 최남현
- 황정순

## 기타
- 조명: 손영철
- 미술: 홍성칠